# Девлет-Гирей (сибирский царевич)
Девлет-Гирей (умер после 1661 года) — сибирский царевич из рода Кучумовичей, внук Кучума. 

## Биография
Девлет-Гирей (Девлеткирей Чюваков) — сибирский царевич, сын Чувека (Чувак султана), третьего сына хана Кучума. Находился «в ближнем племянстве» с калмыцким тайшей Мергеном.
После пленения русскими в 1635 году сибирского царевича Аблай-Герея, Девлет-Герей возглавил антироссийское сопротивление Кучумовичей в Западной Сибири. Во внешней политике Девлет-Гирей стремился опереться на соседних калмыцких тайш. Внешнеполитические связи скреплял брачными союзами: свою сестру он сосватал за торгутского хана Хо-Урлюка, дочь выдал «в чурасцы» (чурасцы — один из калмыкских родов) за сына одного из тарханов; в 1646 он сам поехал к тайше Кенделею «жениться». Эта политика дала реальные результаты: чурасцы «блиско царевича кочевать учали… и оберегают, и в войну ему людей своих в помочь дают». Калмыцкие тайши участвовали в набегах Девлет-Гирея и его братьев на русские слободы.
Русская власть (Сибирский приказ) на территории бывшего Сибирского ханства была непопулярной из-за ясачных поборов, поэтому туземцы поддерживали стремления потомков хана Кучума в притязаниях на ханский престол.
В ноябре 1631 года царевичи Кучумова рода Аблай-Гирей и его двоюродный брат Девлет-Гирей со своими союзниками-калмыками (не более 150 калмыков из людей тайши Талая, носивших особое родовое наименование чурасцов) произвели нападение на Тарский уезд. С верховьев Ишима они достигли Вагая и даже Иртыша, откуда, после дерзкого набега, они поспешили уйти. Нападение произошло неожиданно и в такое время, когда всё здоровое и сильное мужское население было занято охотой в лесах, а дома оставались только старые и немощные с женщинами с детьми. Больше всего пострадали Тебендинская и Каурдацкая волости на Иртыше, в которых было перебито всё попавшееся калмыкам взрослое мужское население, женщины же и дети были уведены в плен; скот, который не мог быть уведён или съеден, перебит и оставлен в добычу диким зверям. Кречетникову и Капканинскую волости на Вагае постигла такая же участь. На Таре весть о происшедшем была получена из Ишимского острога в отписках приказного человека, а из Каурдацкого острога её привез татарский князец Бибахта. В ответ из Тобольска и с Тары были высланы служилые люди и татары. Соединившись и выяснив, что калмыки отправились в обратный путь к лесу у реки Ишима, именуемому Кош Карагай, и двигаются медленно, посылая своих людей в стороны, где предполагалось встретить находившихся на охоте татар, и оставляя свой обоз без достаточного прикрытия. Служилые люди под командованием Ерофея Заболоцкого разбили калмыков и захватили много пленных, которые были доставлены на Тару для продажи.
В октябре 1633 года Девлет-Гирей, имея с собой около 60 воинов, пришел на реку Исеть и разорил принадлежавшую к Уфимскому уезду Катайскую волость и татарскую деревню Баишевы юрты Тюменского уезда. На обратном пути Девлет-Гирей объявил, что уходит только на короткое время, чтобы по ту сторону у Тобола соединиться с царевичем Аблаем и оттуда с большей силой вновь напасть на Тюменский и Тарский уезды.
В 1634 году царевичи находились у речки Колоты, между Ишимом и Иртышом. На расстоянии полутора дней пути от них кочевал тайша Талай со своим сыном тайшой Аблаем, а в пяти днях пути дальше тайша Куйша, обещавший царевичам помощь. 12 сентября 1634 года калмыки напали на Тару. Почти все русские и татарские деревни, лежавшие близ города, были сожжены, а жители, не спасшиеся в город, попали в плен или были убиты. 13 октября 1634 года пришла из Тобольска подмога. Калмыки были отогнаны и настигнуты на обратном пути в 10 верстах от города, где над ними была одержана победа. Русские и татарские пленники были освобождены, а также было отбито 300 лошадей, что до некоторой степени возместило понесённые убытки. Говорили, что во главе калмыков были сыновья тайши Куйши — Онбо и Ялзы. Весьма вероятно, что в этом нападении принимали также участие Кучумовы царевичи.
11 ноября 1634 года перед городом Тюменью появились Кучумовы царевичи и калмыки из улуса Талая под командованием Тархан-батыра, обложившие его со стороны степи и угрожавшие ему приступом. Они ограничились разорением окрестных деревень. Через несколько дней калмыки ушли на Ишим. В погоню за ними Тюменским воеводой И. И. Милюковым были отправлены 300 служилых людей, но они не имели успеха, так как, не причинив значительного урона врагу, сами потеряли 50 человек убитыми в бою.
Весной 1635 года Девлет-Гирей и Аблай кочевали вместе у озера Чабтатлы, по ту сторону Ишима, около горы Итик.
17 июня 1635 года Верхне-Ницынская и Чубарова слободы одновременно подверглись нападению царевичей и калмыков. В обеих слободах сохранились остроги, однако все дворы, находившиеся вне их, были сожжены. Большая часть жителей была убита, их жены и дети захвачены в плен, а весь скот угнан. После этого на следующий же день царевичи и калмыки ушли обратно. В июле и августе того же года против царевичей и калмыков был предпринят поход. Цель похода не была достигнута. Царевичи вместе с разными калмыцкими тайшами, среди которых называли Шухтея и Мемритая, откочевали слишком далеко и, по имевшимся сведениям, имели с собой очень много людей, почему русские не могли что-либо предпринять против них. Ограничились тем, что разбили несколько передовых отрядов калмыков, стоявших около Кошкарагая на Ишиме, и забрали в плен оставшихся в живых.
3 октября 1637 года в Тюмени было получено известие, что жена Девлет-Гирея выехала навстречу своему мужу за полдня пути по ту сторону утеса Мунчак, но, по возвращении Девлет-Гирея, собирается снова направиться к озеру Акушлы. Поездка в Бухару имела будто бы целью отвезти туда к мужу сестру Девлет-Гирея. Передавали также, что в улусе с женой Девлет-Гирея только 40 семейств, а на охоте при царевиче всего 70 человек, к тому же и эти немногие люди состояли по большей части из татарских перебежчиков с Тюмени, Тары и из Уфы, которые, вследствие тяжёлых вин, покинули свои юрты и были ненавистны даже своим.
Прибывший на Тару 29 октября 1637 года с 22 бухарскими купцами посол Девлет-Гирея Боян Буганаков обещал полную покорность царевича его царскому величеству и сообщил, что по этому же делу 4 других посла отправились в Москву через Уфу. Он просил, чтобы ему было разрешено остаться на зиму на Таре, потому что его лошади истощены и не в состоянии доставить его в зимнее время до улусов царевича. Однако этого ему не разрешили, так как считали его лазутчиком, и подозревали, что он хочет разведать в городе и уезде и подговорить к измене окрестных татар. По указу из Тобольска послу было объявлено, что если царевич, действительно, желает признать над собой русскую власть, то он должен сам, вместе с находящимися у него перебежчиками, приехать в Тобольск, на Тару или куда ему будет удобнее, чтобы удостоиться высокой царской милости. Ввиду представления посла, что он вместе со всеми людьми неизбежно погибнет во время пути и что это отвлечёт царевича от его доброго намерения, послу разрешили отсрочить его отъезд ещё на один месяц, считая с 25 декабря. Между тем посол и его свита строго охранялись с тем, чтобы они не могли ни с кем разговаривать, а при отъезде им были даны в провожатые люди, которым было приказано везти их через пустые, бездорожные, лесные места до самой степи и только там отпустить их ехать одних. Было решено не принимать впредь никаких посольств от Девлет-Гирея, если он не приедет сам. По сообщению посла, Девлет-Гирей кочевал у Нор-Ишима вместе с тарханом Баатырем, который уговаривал Девлет-Гирея произвести новый набег на русские пределы, но царевич не соглашался на это. Дальностью расстояния до Нор-Ишима посол хотел обезопасить своего господина от нападения русских и, вместе с тем, уверить, что он уже начал будто бы доказывать свою верность России.
В 1638 году Девлет-Гирей кочевал в 12 днях пути от Тюмени, по ту сторону реки Ишима, около речки Ратсидет, где с ним совсем не было калмыков, которые все ушли на войну с монголами.

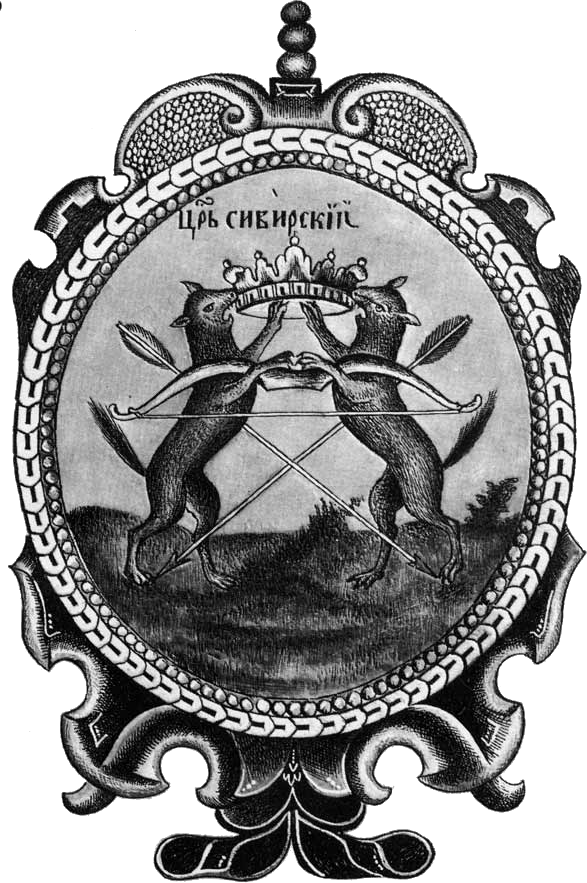
Эмблема Сибирского царства как части России из Царского титулярника 1672 г. Титул Царь Сибирский входил в большой государев титул царя Алексея Михайловича.

В 1639 году Девлет-Гирей отправил в Москву посольство с просьбой принять его в русское подданство при условии возврата ему Сибирского юрта или его части: «Только, государь, меня пожалуешь юртой и улусом, и я на твою службу готов». Послы Девлет-Гирея, Капланда и Ишей, будучи в Москве, объясняли служащим Посольского приказа, что царевичи «приходят войною на государевы украины», «хотя тем свою бедноту пополнить».
Не ранее 10 октября 1640 года произведено нападение на Тарханский острожек. Девлет-Гирей появился перед острогом, имея при себе около ста человек в то время, как остальные его люди разоряли окрестные деревни. В Тарханском острожке было не более 40 тюменских годовальщиков. Несмотря на беспрестанные приступы Девлет-Гирея к острожку, они храбро защищались. В самое горячее время боя стоявшему во главе служилых людей Чеглокову удалось отправить нарочного на Тюмень. Вскоре после этого калмыки, испугавшись, что к русским придет помощь, отступили.
В 1641 году из Тюмени предпринят поход против царевича Девлет-Гирея. В нём участвовало не более 272 русских и татар. Во главе их был Илья Бакшеев. Очень много калмыков было убито, а другие были захвачены в плен. В числе пленных находились племянник и племянница тайши Урлюка, которые были доставлены на Тюмень. В августе 1641 года калмыки, улусные люди Урлюка и его сыновей Тайчина и Ильденея (до 700 человек) и Девлет-Гирей напали и разгромили тобольских служилых людей, во главе которых стоял Даниил Аршинский, который с 13 человеками прибежал в Тарханский острожек, а остальные рассеялись в разные стороны.
В 1645 году Девлет-Гирей показал своё миролюбие тем, что не только хорошо обошёлся с находившимися на охоте тюменскими татарами, встреченными им на реке Нижней Алабуге, но и торжественно заверял их в том, что он и впредь воздержится от всяких враждебных действий и подчинится царской власти, избежать чего он всё равно не может. К этому он добавил, что отправил в Тобольск посла с таким же заявлением.
В 1646 году голова конных казаков Гаврило Грозин вернулся в Тобольск из посольства к Девлет-Гирею. Он сообщил, что царевич Бугай намерен при помощи калмыков произвести во время жатвы нападение и что он призвал к совместным действиям Девлет-Гирея.
В 1650 году к царевичу Девлет-Гирею был отправлен из Москвы посол, которого он почти до смерти заморил голодом, выдавая ему и его людям не более одного барана на месяц. В то же самое время сопровождавший посла уфимский татарин содержался в довольстве и с избытком снабжался продовольственными припасами. Этот уфимский татарин рассказал царевичу, что брат его Аблай умер в Москве, а в Уфе делаются приготовления, чтобы воевать его самого и его двоюродных братьев. С этого времени калмыцкие тайши и Кучумовы царевичи стали серьезно готовиться к войне. Несколько тобольских и тарских служилых людей, бывших на посольстве у Кунделен-тайши и у тайши Талая Убаши, привезли в августе 1651 года вести, что Тайчин-тайша, сын Урлюка, Кунделен-тайша, Дойен-Онбо и царевичи Девлет-Гирей и Бугай грозят нападением. Из Уфы пришла весть, что царевичи и калмыцкие тайши имеют до 3000 человек воинов.
В сентябре 1651 года одновременно произвели два набега: один — на Тарский уезд (царевич Бугай, имея с собой не более 30 человек), а другой — на реку Исеть, где сожгли Далматовский Успенский монастырь. 7 сентября к монастырю неожиданно подошли 100 воинов царевичей Девлет-Гирея и Кучука, разграбили и пожгли монастырь, убили трёх старцев и 17 человек монастырских служек и увели с собой 20 человек. Основатель монастыря, преподобный Далмат Исетский отсутствовал в это время в монастыре. По преданию, Далматская икона не пострадала от огня.
18 ноября 1651 года, калмыки во главе с Девлет-Гиреем произвели новое нападение на татарскую деревню Чиплиярову, лежавшую на Таре. С Девлет-Гиреем был его сын, не названный по имени, и зять Гуру Багашаев. Захватив жителей и их имущество, они подожгли деревню и поспешили возвратиться вверх по Иртышу. Для преследования их высланы служилые люди и татары под начальством ротмистра Андрея Кропотова, проявившего довольно рвения и, вероятно, достигшего бы цели, если бы неповиновение собственных людей не помешало ему в этом. Перед выступлением служилые люди не получили жалованья. Поход обещал быть долгим. Возможно, что для пропитания служилых людей не было взято довольно припасов. Вскоре 50 человек одновременно покинули своего начальника, и у Кропотова осталось не более 80 человек русских и 30 человек татар. Это произошло в урочище Карташев Яр, на восточном берегу реки Иртыша, где впоследствии было построено село Карташев погост. Кропотов хотел всё же продолжать свой путь, но, придя к Серебряному острову, получил предостережение от калмыцких послов, отправленных тайшою Аблаем в Тару, что перед своим походом на Тару Девлет-Гирей оставил повыше этого острова свой кош, а их послов заставил до своего возвращения оставаться там же, чтобы на Таре не узнали о его намерении. Теперь же он возвратился из похода и стоит в полной готовности. Получив такие вести, Кропотов возвратился обратно, а непослушные казаки, которые, кроме того, во время похода чинили насилия татарскому населению Аялынской волости, понесли заслуженное наказание.
В конце ноября 1651 года на проходившее мимо стана Девлет-Гиреея калмыцкое посольство, отправленное вдовой Куйша-тайши и его старшим сыном, Абатур-тайшой, вместе с несколькими бухарскими купцами, напали люди царевича, заставили их не только бросить всех лошадей, весь рогатый скот, овец и все товары, которые были с ними, но даже покинуть несколько раненых бухарцев.
В 1653 году из Тюмени были отправлены 350 человек к реке Ишиму против царевичей Девлет-Гиреея и Канзуяра. В связи с отсутствием хороших проводников служилые люди сбились с пути и возвратились, ничего не сделав. Во главе этого похода были казачий и стрелецкий голова Никита Янцов и татарский голова Афанасий Бибиков.
В июле 1657 года Чечен-тайша, внук Талай-тайши, велел своим посланцам сообщить тюменскому воеводе, что Девлет-Гирей и его родные и двоюродные братья стоят на Иртыше в полной боевой готовности с 600 людей. Повод к войне Девлет-Гирей видел в том, что в августе от него сбежали на корабли, пришедшие к Ямышеву за солью, 22 татарина, взятые им в 1651 году в плен в Тарском уезде. Он послал требование об их выдаче, угрожая в противном случае идти под государевы города. Подобные угрозы продолжались также в 1658 году, однако ничего не произошло. Кучумовы царевичи старались получить помощь людьми от тайши Аблая, но он отказывал им.
Летом 1661 года в результате неожиданного нападения тарских казаков под командованием казачьего головы Б. Маркова на реке Иртыш, Девлет-Гирей был разбит и бежал. После этого разгрома Девлет-Герей больше не упоминается в письменных источниках и в дальнейших событиях, связанных с восстанием башкир не участвовал. 